# Корсаки (Кировская область)
Корсаки — опустевшая деревня в Оричевском районе Кировской области в составе Мирнинского городского поселения.

## География
Располагается на расстоянии примерно 25 км по прямой на запад-юго-запад от райцентра поселка Оричи.

## История
Была известна с 1764 года как починок Тороповский, в котором отмечено 13 жителей. В 1873 здесь (починок Тороповский или Корсаковы, Мокичи) учтено дворов 9 и жителей 94, в 1905 9 и 56, в 1926 (деревня Корсаки или Тороповский) 13 и 65, в 1950 (Карсаки) 14 и 59, в 1989 году проживал 1 человек. Настоящее название утвердилось с 1978 года.

## Население
Постоянное население не было учтено как в 2002 году, так и в 2010.